# Błąd polityczny
Błąd polityczny – decyzja o podjęciu lub zaniechaniu działania politycznego, która przynosi niezaplanowane i nieprzewidziane skutki o negatywnym charakterze. Do źródeł błędu politycznego zalicza się: niewiedza, brak doświadczenia oraz cechy osobowości decydentów nieadekwatne do ich pozycji i ról politycznych, uniemożliwiające prawidłowe rozpoznanie warunków i mechanizmów życia publicznego, partykularyzm – ignorowanie potrzeb społecznych ludzi, na których życie wywiera się wpływ poprzez własne decyzje. Wyróżnia się błąd polityczny obiektywny i błąd polityczny subiektywny.
Patrząc odmiennie na ten problem można wskazać na dwa rodzaje błędów:
- merytoryczne, wynikające z nietrafności treści decyzji polegającej na nieuwzględnieniu lub niewłaściwym uwzględnieniu warunków politycznych, ideologicznych, ekonomicznych, społecznych, kulturowych itp., towarzyszących powstaniu problemu decyzyjnego i podjęciu decyzji;
- techniczne, wynikające z niewłaściwej formy decyzji, polegającej na nieuwzględnieniu technicznych i organizacyjnych wymogów podejmowania decyzji.